# لسکوویک (نیش)
لسکوویک (به صربی: Leskovik) یک منطقهٔ مسکونی در صربستان است که در نیش واقع شده‌است.